# Hégésínos ze Salamíny
Hégésínos ze Salamíny byl antický řecký básník archaického období (pravděpodobně 6. století př. n. l.). Básníkovým rodištěm byl pravděpodobně Kypr.
Podle některých pramenů jsou mu připisovány epické básně Kyprie. Kyprie se také věnovaly Trojské válce, stejně jako epos Ilias, ale kvalitou byly na nesrovnatelně nižší úrovni. Vyprávěly události od sporu tří bohyň (Héry, Afrodity a Athény) po první léta války. Básně byly složeny v daktylském hexametru. Zachovaly se pouze v padesáti řádcích.
Kyprie jsou alternativně připisovány Stasínovi z Kypru nebo Kypriovi z Halikarnassu.